# Irene Fröhlich
Irene Fröhlich (* 12. Mai 1944 in Bärwalde/Neumark) ist eine deutsche Politikerin (Bündnis 90/Die Grünen).
Sie war von 1996 bis 2000 Vorsitzende der Fraktion Bündnis 90/Die Grünen im Landtag von Schleswig-Holstein.

## Leben und Beruf
Irene Fröhlich war als Erzieherin sowie in der Erwachsenenbildung tätig. Sie begann auch ein Studium der Volkswirtschaftslehre und der Erwachsenenbildung, welches sie jedoch nicht beendete. Zuletzt arbeitete sie als Gestaltpädagogin und als Therapeutin von Suchtkranken.
Irene Fröhlich ist verwitwet und hat drei Kinder.

## Partei
Irene Fröhlich gehörte 1978 zu den Mitbegründern der Grünen Liste Schleswig-Holstein und war von 1990 bis 1994 Sprecherin des Landesvorstands der Grünen in Schleswig-Holstein.

## Abgeordnete
Sie gehörte von 1986 bis 1989 der Stadtverordnetenversammlung von Husum und von 1994 bis 1996 dem Kreistag des Kreises Nordfriesland an.
Von 1996 bis 2005 war Irene Fröhlich Mitglied des Landtages von Schleswig-Holstein. Dort war sie von 1996 bis 2000 Vorsitzende und von 2000 bis 2005 stellvertretende Vorsitzende der Landtagsfraktion Bündnis 90/Die Grünen.
Irene Fröhlich ist stets über die Landesliste in den Landtag eingezogen.